# 金震一
金 震一（キム・ジニル、김진일）は、日本統治時代の朝鮮の独立運動家および中華民国空軍の軍人。中国共産党員。

## 経歴
1923年より飛機製造廠（長：楊仙逸）で勤務していたが、1924年7月、同地に新たに開校された広東軍事飛機学校第1期生に選定される。1925年秋に第1期生は卒業するが、金震一は補訓学生として引き続き第2期飛行班で教育を受ける。1926年6月、在学中にソ連に派遣され、レニングラード機械学校（第1レニングラード機械大学のことか）に入学した。中国帰還後の動向については不明だが、おそらく中国空軍の整備士として活動していたと見られる。
1934年頃に崔滄石、金恩済、張聖哲と共に中央航空学校で活動。
1943年8月19日、韓国臨時政府軍務部空軍設計委員。光復軍の飛行隊創設計画に携わった。
1946年11月22日、三等機械正（少校相当）。
1947年8月15日、退役。

## 栄典
- 抗戦勝利勲章（中国語版） 1946年10月10日[9]

## 参考
- 马毓福編著 (1994). 1908-1949中国军事航空. 航空工业出版社